# Opera News
Opera News è una rivista di musica classica americana. È stata pubblicata dal 1936 dalla Metropolitan Opera Guild, un'organizzazione non-profit situata al Lincoln Center, che è stata fondata per diffondere l'amore per l'opera e anche per sostenere il Metropolitan Opera di New York City. Opera News era inizialmente incentrato principalmente sul Met, fornendo soprattutto informazioni per gli ascoltatori del sabato pomeriggio in diretta sulle trasmissioni radio del Metropolitan Opera. Nel corso degli anni, la rivista ha ampliato il suo campo di applicazione alle scene d'opera americane e internazionali più vaste. Attualmente pubblicato mensilmente, Opera News presenta articoli collegati a caratteristiche delle opere; interviste agli artisti; profili di produzione; pezzi musicologici; reportage music-business; recensioni di spettacoli negli Stati Uniti e in Europa; recensioni di registrazioni, video, libri e attrezzature audio; annunci degli spettacoli d'opera svolti negli Stati Uniti
L'editore capo è attualmente F. Paul Driscoll. Collaboratori regolari della rivista, passati e presenti, comprendono il suo ex redattore dei servizi special, Brian Kellow, William Ashbrook, Jochen Breiholz, Erika Davidson, Justin Davidson, Peter G. Davis, Matthew Gurewitsch, Joel Honig, Tim Page, Judith Malafronte, Mark Thomas Ketterson, Martin Bernheimer, Ira Siff, Joanne Sydney Lessner, Anne Midgette, Drew Minter, William R. Braun, Phillip Kennicott, Joshua Rosenblum, Leslie Rubinstein, Alan Wagner, Adam Wasserman, Oussama Zahr, e William Zakariasen.
La rivista è disponibile anche online, con alcuni contenuti d'archivio che vanno fino al 1949. Il sito è stato riprogettato nella primavera del 2010. Alcuni dei contenuti on-line sono disponibili solo per gli abbonati alla edizione stampata.

## Storia
Opera News fu fondata nel 1936 dal Metropolitan Opera Guild dalla Signora John DeWitt Peltz (Mary Ellis Peltz) che fu il primo editore della pubblicazione. Inizialmente era destinato ad essere un "giornale settimanale utile, istruttivo e riguardante le notizie d'Opera di New York". Il suo primo numero fu pubblicato il 7 dicembre 1936 e consisteva in un solo manifesto piegato. Il suo secondo anno di pubblicazione ha visto la sua trasformazione in una rivista di 17 pagine con la pubblicità, con la sua prima rivista che apparve il 15 novembre 1937. A partire dal numero di dicembre 1940, la rivista ha iniziato a concentrare gran parte del suo contenuto sul settimanale di Metropolitan Opera radio broadcasts. La rivista, a questo punto, offriva edizioni bi-settimanali di una dimensione maggiore durante l'autunno, l'inverno e la primavera, ma era in pausa durante l'estate. Col passare del tempo, la rivista cominciò ad assumere una estensione della copertura più internazionale, ma manteneva ancora un forte interesse per la scena lirica di New York e del Met in particolare.
Nell'autunno del 1957 Frank Merkling succedette a Peltz come secondo redattore capo di Opera News, con il suo primo numero che appare il 14 ottobre 1957. Nel 1972 la rivista è diventata una pubblicazione per tutto l'anno, con l'aggiunta di numeri mensili nei mesi estivi, pur mantenendo la sua programmazione bisettimanale durante la stagione lirica. Nel 1974 Robert Jacobson è diventato terzo capo redattore della rivista. A Jacobson succedette Patrick O'Connor (1988), cui succedette nel 1989 Patrick J. Smith. Nel 1998, Smith è stato sostituito da Rudolph S. Rauch. Sotto la guida di Rauch e del redattore esecutivo Brian Kellow, la rivista si è commutata in un formato mensile con la pubblicazione di settembre 1998. F. Paul Driscoll, il capo editor attuale, è stato nominato nel luglio 2003.
A partire dal numero di giugno 2012, Opera News ha cessato le recensioni degli spettacoli del Metropolitan Opera, a seguito della insoddisfazione tra la leadership del Met con le recenti critiche della rivista sulla produzione di Robert Lepage del Ciclo dell'Anello e sulla direzione della compagnia sotto Peter Gelb. Tuttavia le reazioni da parte del pubblico hanno portato a rivedere questa decisione.

## Premi Opera News
Dal 2005 la rivista ha conferito ogni anno cinque Opera News Awards for Risultati Eccezionali.
Gli ultimi destinatari dei premi sono stati:

2005: James Conlon, Régine Crespin, Plácido Domingo, Susan Graham, Dolora Zajick

2006: Ben Heppner, James Levine, René Pape, Renata Scotto, Deborah Voigt

2007: Stephanie Blythe, Ol'ga Borodina, Thomas Hampson, Leontyne Price, Julius Rudel

2008: John Adams (compositore), Natalie Dessay, Renée Fleming, Marilyn Horne, Sherrill Milnes

2009: Martina Arroyo, Joyce DiDonato, Shirley Verrett, Gerald Finley, Philip Glass

2010: Jonas Kaufmann, Riccardo Muti, Patricia Racette, Kiri Te Kanawa, Bryn Terfel

2011: Karita Mattila, Anja Silja, Dmitri Hvorostovsky, Peter Mattei, Peter Sellars

2012: David Daniels, Simon Keenlyside, Eric Owens, Mirella Freni, Dawn Upshaw

2013: Patrice Chéreau, Juan Diego Flórez, Christa Ludwig, James Morris, Nina Stemme

2014: Piotr Beczała, Ferruccio Furlanetto, Sondra Radvanovsky, Samuel Ramey, Teresa Stratas

2015: Joseph Calleja, Elīna Garanča, Waltraud Meier, Anna Netrebko, José van Dam